# MotorCycle-in-the-wheel-hub-Anti Lock Braking system
MC-ALB staat voor: MotorCycle-in-the-wheel-hub-Anti Lock Braking system.
Dit is een mechanisch werkend anti-blokkeer systeem van Honda dat in de naaf van het wiel wordt ingebouwd. Het werd in 1987 getest maar had grote invloed op de stabiliteit van de motor, zeker bij lichtere modellen. In 1988 kreeg de Honda CBR 1000 F het systeem.